# Aurélie Filippetti

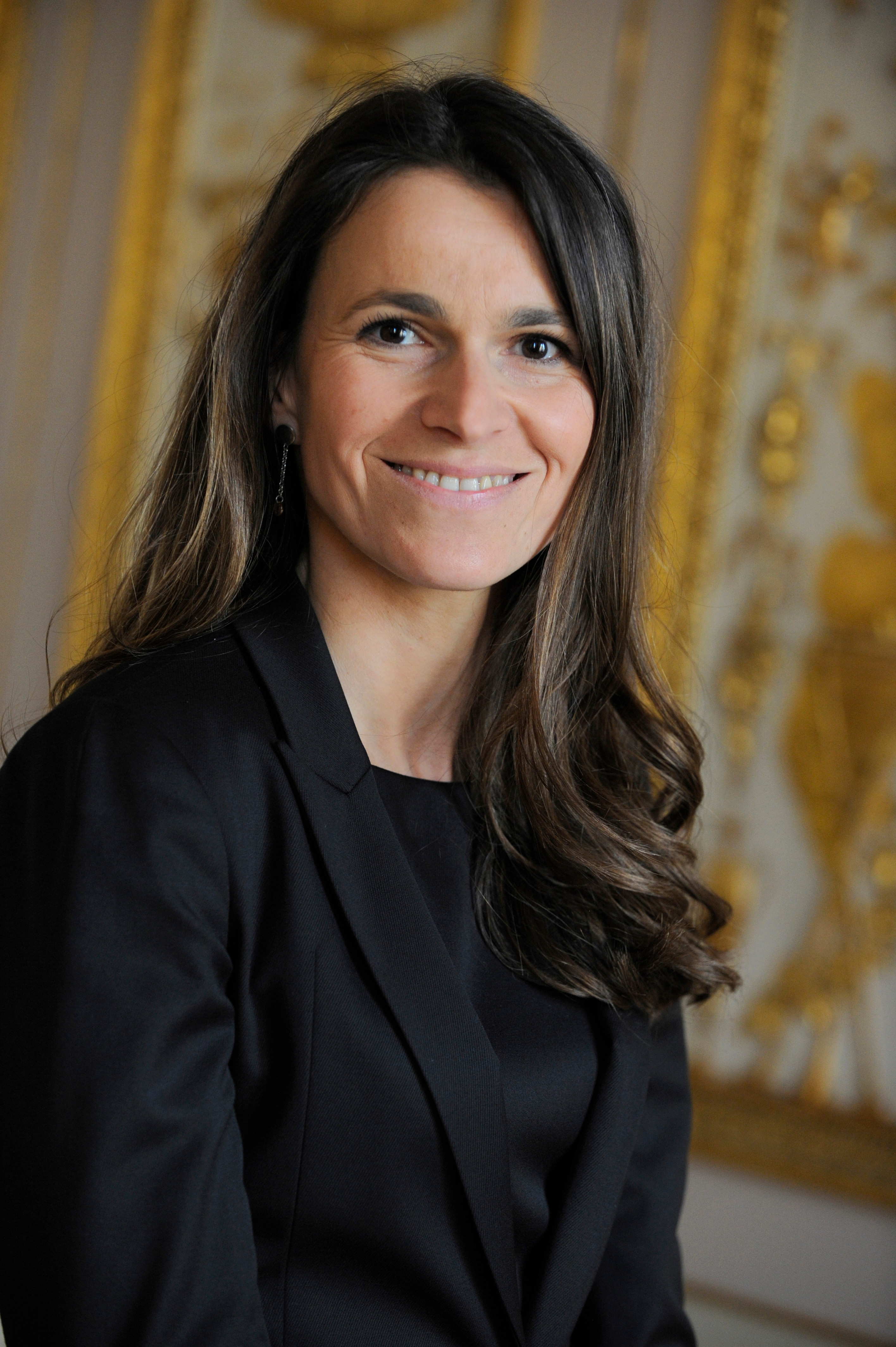
Aurélie Filippetti (2012)

Aurélie Filippetti (* 17. Juni 1973 in Villerupt, Département Meurthe-et-Moselle, Lothringen) ist eine französische Politikerin der Parti socialiste (PS) und Schriftstellerin. Von Mai 2012 bis August 2014 war sie Kulturministerin in Frankreich.

## Ausbildung und Beruf
Aurélie Filippetti ist eine Tochter des Bergmannes Angelo Filippetti (1938–1992), der Mitglied der kommunistischen Partei Frankreichs und von 1983 bis 1992 Bürgermeister von Audun-le-Tiche (Moselle) sowie Generalrat (conseiller général) des Département Moselle (1979–1983) war. Ihre Großeltern waren italienische Einwanderer. Nach dem Baccalauréat besuchte Filipetti die geisteswissenschaftlichen Vorbereitungsklassen am Lycée Georges-de-La-Tour in Metz und studierte an der  École normale supérieure Lettres et sciences humaines in Saint-Cloud, einer Elitehochschule für Lehrer. Dort schloss sie 1995 mit einem Diplôme d’études approfondies (DEA) ab – ihre Abschlussarbeit behandelte den Jansenismus – und bestand die Agrégation (Lehrbefugnis für höhere Schulen) im Fach lettres classiques (klassische Sprachen und Literatur).
In ihrem Debütroman Die letzten Tage der Arbeiterklasse (2003) erzählt sie, wie ihr Großvater, ein Mitglied der Widerstandsbewegung Résistance, von der Gestapo im Bergwerk verhaftet und mit zwei seiner drei Brüder in ein Konzentrationslager verbracht wurde. Sie hat sich auch mit der sozialen Frage nach der Schließung der Bergwerke in der Region Lothringen auseinandergesetzt.

## Politische Laufbahn
Als Vertreterin der Grünen Partei Frankreichs (Les Verts) wurde sie 2001 Ratsmitglied des fünften Arrondissements von Paris. Im ersten Wahlgang erhielt sie 13,75 % der Stimmen. Bei den Parlamentswahlen im Juni 2002 erhielt sie im zweiten Wahlbezirk von Paris 6,6 % der abgegebenen Stimmen.
Als sie bei der Listenaufstellung für den Wahlbezirk Longwy nicht wieder aufgestellt wurde, verließ sie die Partei Ende Oktober 2006, erklärte „die Machtübernahme von einem Viertel Apparatschicks“ und präzisierte: „Als Arbeiterkind stelle ich fest, dass die internen Blockadestrukturen und die Kultur von Kleinstgruppen bei den Grünen eine Vergrößerung der Wählerbasis über die sozialen und nicht-kommunitaristischen Werte verhindert haben.“
Im November 2006 unterstützte sie das Team der PS-Präsidentschaftskandidatin Ségolène Royal als Beraterin für Umwelt, Kultur, Erziehung und gesellschaftliche Fragen. Im März 2009 gab Aurélie Filippetti bekannt, dass sie für die PS (Liste Grand Est) für die Europawahlen im Juni 2009 kandidieren werde. Sie wurde aber nicht in das Europaparlament gewählt.

### Abgeordnete
Im Mai 2007 kandidierte sie zunächst für den siebten Wahlbezirk im Département Meurthe-et-Moselle (Longwy), wechselte aber in den achten Wahlkreis des Départements Moselle (Rombas-Bouzonville) gegen den UMP-Kandidaten Alain Missoffe, nachdem der ursprüngliche Kandidat der Sozialisten, Jean-Marie Aubron, seine Kandidatur zurückgezogen hatte. Sie wurde schließlich am 17. Juni 2007 mit 50,96 % der Stimmen gewählt. 2012 wurde sie wiedergewählt, diesmal für den ersten Wahlkreis des Département Moselle. Ihr Mandat ruhte nach ihrem Eintritt in die Regierung im Mai 2012.
Sie ist Gründungsmitglied der Convention pour la sixième République (Vereinigung für eine neue Verfassung) an der Seite von Arnaud Montebourg. 2005 bis 2012 war sie Vorsitzende des internationalen Dokumentarfilm-Festivals von Marseille.

### Ministerin
Filippetti unterstützte bei den Vorwahlen der PS für die französische Präsidentschaftswahl 2012 François Hollande. Nach dessen Nominierung zum Präsidentschaftskandidaten wurde sie Mitglied seines Wahlkampfteams und war dort für Kultur zuständig.
Nach dem Wahlsieg François Hollandes wurde Filippetti als Ministerin für Kultur und Kommunikation in das Kabinett von Premierminister Jean-Marc Ayrault berufen (Kabinett Ayrault I und II). Ayraults Nachfolger Manuel Valls beließ sie in seinem Kabinett Valls I auf diesem Posten. Am 25. August 2014 reichte Filipetti im Zuge einer Regierungskrise ihren Rücktritt ein; Valls bildete das Kabinett Valls II und ernannte Fleur Pellerin zu Filipettis Nachfolgerin. Filippetti war Teil der sogenannten Frondeurs, die öffentlich Kritik gegen die Regierungspolitik des sozialistischen Premierministers Valls äußerten.

### Nach dem Rücktritt vom Ministeramt
Filipetti erhielt nach ihrem Ausscheiden aus der Regierung am 27. September 2014 ihren Abgeordnetensitz (Département Moselle) in der Nationalversammlung zurück.
Sie unterstützte als Abgeordnete die politischen Positionen von Arnaud Montebourg und engagierte sich in dessen Kampagne in den Vorwahlen um die sozialistische Präsidentschaftskandidatur für die  Präsidentschaftswahl 2017. Nach dessen Ausscheiden wurde sie eine der Sprecherinnen von Benoît Hamon, dem von der PS aufgestellten Präsidentschaftskandidaten. Hamon erhielt in der ersten Wahlrunde 6,4 % der Stimmen; Emmanuel Macron und Marine Le Pen kamen in die Stichwahl.
Filippetti kandidierte für ein Abgeordnetenmandat in der folgenden Parlamentswahl 2017; erhielt in der ersten Wahlrunde dabei 11,8 % der abgegebenen Stimmen und kam nicht in die Stichwahl.
Seit September 2017 ist sie Professorin an der Eliteuniversität Sciences Po an den Standorten Paris und Nancy.
Im November 2022 ernannte Anne Hidalgo, Bürgermeisterin von Paris, sie zur Direktorin für kulturelle Angelegenheiten für Paris.

## Sonstiges
Filippetti hatte bis April 2009 eine Beziehung mit dem französischen Wirtschaftswissenschaftler Thomas Piketty.
Von 2014 bis Anfang 2017 waren Filipetti und der linke PS-Politiker Arnaud Montebourg (im Zuge der oben genannten Regierungskrise ebenfalls aus dem Kabinett Valls I ausgeschieden) ein Paar; aus der Beziehung wurde im September 2015 eine Tochter geboren.

## Ehrungen und Auszeichnungen
- 2012: Commandeur (Komtur) des französischen Ordre des Arts et des Lettres ex officio.

## Veröffentlichungen
- 2003 – Les Derniers Jours de la Classe ouvrière, Stock, Paris, ISBN 2-253-10859-6?. Taschenbuchausgabe 2005, ISBN 978-2-253-10859-7?.[12]
  - Das Ende der Arbeiterklasse, in der Übersetzung von Angela Sanmann, S. Fischer Verlag, Frankfurt am Main 2014, ISBN 978-3-10-002213-4.[13][14]
- 2006 – Un homme dans la poche, Stock, Paris, ISBN 978-2-7578-0122-2.